# Lohne
Lohne település Németországban, azon belül Alsó-Szászország tartományban. Lakosainak száma 27 949 fő (2023. december 31.). Lohne Vechta és Diepholz községekkel határos.

## Népesség
A település népességének változása:
| Lakosok száma | 26 447 | 26 509 | 26 762 | 27 387 | 27 814 | 27 949 |
|               | 2016   | 2017   | 2019   | 2021   | 2022   | 2023   |